# Pieniądze to nie wszystko
Pieniądze to nie wszystko – polski komediowy film fabularny w reżyserii Juliusza Machulskiego z 2001 roku.
Zdjęcia powstały od 23 maja do 7 lipca 2000 roku. Kręcono je: w Warszawie, Brześcach i Górze Kalwarii, a także w Gapininie w woj. łódzkim i Dzibicach w woj. śląskim.

## Fabuła
50-letni biznesmen Tomasz Adamczyk (Marek Kondrat), jego żona Natalia i szwagier Wiesiek Turkot wracają do domu ze zdobytym właśnie tytułem „Lider small-biznesu”. Kiedy zastali na drodze blokadę, Natalia i Wiesiek odlatują helikopterem, zaś Tomasz omija blokadę samochodem. W nocy na leśnej drodze Tomasz ulega wypadkowi. Nad ranem znajdują go mieszkańcy pobliskiego upadłego PGR-u, postanawiają zatrzymać biznesmena, a od jego rodziny zażądać okupu. Przedstawicielka urzędu pracy (zatrudniona do zwalczania bezrobocia w PGR-ze) początkowo pomaga więzić Tomasza, ale z czasem, pozwala mu uciec.

## Obsada
| Aktor                      | Rola                                     |
| -------------------------- | ---------------------------------------- |
| Marek Kondrat              | Tomasz Adamczyk                          |
| Stanisława Celińska        | pani Ala                                 |
| Sylwester Maciejewski      | Bogumił Maślanka                         |
| Cezary Kosiński            | Andrzej Gołąbek                          |
| Hanna Mikuć                | pani Janinka                             |
| Magdalena Wójcik           | Natalia Turkot-Adamczyk                  |
| Andrzej Chyra              | Wiesław Turkot                           |
| Tomasz Sapryk              | Rysio                                    |
| Andrzej Bryg               | pan Piotrek                              |
| Robert Więckiewicz         | kominiarz na dachu                       |
| Paweł Nowisz               | współwłaściciel "Krewetki"               |
| Marek Bielecki             | Henryk Niesioł                           |
| Jan Englert                | prowadzący galę small-biznesu            |
| Jolanta Fraszyńska         | pani Małgosia                            |
| Joanna Król                | Edytka                                   |
| Marlena Bernaś             | Marlena                                  |
| Jan Jurewicz               | chłop w kapeluszu na blokadzie           |
| Józef Kaczyński            | starzec "rekordzista"                    |
| Małgorzata Rożniatowska    | chłopka w dresie na blokadzie            |
| Krystyna Rutkowska-Ulewicz | chłopka na blokadzie                     |
| Jarosław Boberek           | spóźniony rolnik na blokadzie            |
| Grażyna Zielińska          | rencistka                                |
| Lech Dyblik                | syn rencistki                            |
| Roman Puchała              | syn rencistki                            |
| Juliusz Rodziewicz         | "Brzuchacz"                              |
| Aleksander Mikołajczak     | współwłaściciel "Krewetki"               |
| Mieczysław Morański        | urzędnik z kontroli skarbowej            |
| Józef Stefański            | osiłek                                   |
| Tomasz Dedek               | "Dziobaty"                               |
| Sławomir Sulej             | chłop na rowerze                         |
| Babiker Artoli             | uczestnik gali small-biznesu             |
| Jarosław Gruda             | chłop                                    |
| Maciej Kubica              | członek oddziału pana Piotrka            |
| Łukasz Lewandowski         | kelner w okularach na gali small-biznesu |
| Jerzy Rogalski             | pracownik Turkota                        |
| Tomasz Tomaszewski         | gość na gali small-biznesu               |